# 正米市場
正米市場（しょうまいいちば）とは、江戸時代の米取引において、現金（金貨・銀貨）で米切手を買う正米商を行う市場のこと。

## 概要
江戸時代の米取引は帳合米取引の方が多く、実際に米が集積される土地でも正米商は珍しかった。すなわち、大坂の堂島米会所では、東側は正米取引寄場、中央部は帳合米寄場、西側は石建米商と取引内容によって仕切られていた。
正米市場においても、実際の売買の対象となるのは、現物の米との引換権利を示す米切手であったが、米切手には現米との引換日時（通常は1ヶ月以内）・銘柄・数量などが明記されていたことから現物取引と同様の効果があった。通常、米切手の購入者は取引成立後、その日のうちに現金もしくは蔵預かり切手などの代替品によって支払を行って米切手を入手していた。
明治2年（1869年）、明治政府は帳合米取引や石建米商における投機行為における空米売買などを理由として堂島米会所などの市場を閉鎖した。しかし、米取引が混乱したために2年後に正米市場に限定して会所の再興を認めた。